# The Third Jihad: Radical Islam’s Vision for America
The Third Jihad: Radical Islam's Vision For America ist ein Dokumentarfilm aus dem Jahre 2008 über die nach Ansicht der Filmemacher bestehende Bedrohung der Vereinigten Staaten durch den Islamismus. Die Macher des Films bringen die Meinung zum Ausdruck, die Islamisten verfolgten eine „vielschichtigte Strategie, um die westliche Welt zu bezwingen“, indem sie einen „kulturellen Jihad“ durchführten, „um die Gesellschaft zu infiltrieren und von Innen heraus zu unterminieren“.
Die Regisseure des Films sind Wayne Kopping aus Südafrika und Erik Werth. Produzenten sind Erik Werth und Raphael Shore. Durch den Film führt Doktor Zuhdi Jasser, ein muslimischer Amerikaner.

## Inhalt
Laut der Webseite der Macher des Films offenbart dieser, dass „radikale Islamisten, geleitet durch eine Ablehnung von westlichen Werten, Kulturen und Religion, eine vielschichtige Strategie verfolgen, um die westliche Welt zu bezwingen.“ Im Gegensatz zum gewalttätigen Jihad stellt der Film das Konzept des „kulturellen Jihad“ vor. Dieser Jihad sei „eine Methode, um unsere Gesellschaft von Innen heraus zu infiltrieren und zu unterminieren“. Das Hauptthema des Films ist, wie dieser „kulturelle Jihad“ nach Ansicht der Filmemacher die Sicherheit der Vereinigten Staaten gefährdet. Ein Unterschied wird gemacht zwischen dem Islamismus und dem Islam. Trotzdem wirft der Film vielen Vertretern des Islam in den USA vor, „zu infiltrieren und dominieren zu wollen“.
In dem Film werden Ausschnitte von Sendungen von American Broadcasting Company (ABC), Fox News Channel, MSNBC, CNN, As-Sahab (dem Medienarm von Al-Qaida), Christian Broadcasting Network (CBN), IRINN (ein Sender des Iran), Al-Aqsa TV und anderer nicht genannter Nachrichtenorganisationen benutzt.
Zu den für den Film interviewten Personen gehören unter anderem Tom Ridge, Rudy Giuliani, Ayaan Hirsi Ali, Rachel Ehrenfeld, Manda Zand Ervin, Tawfik Hamid, Melanie Phillips, Bernard Lewis, Walid Phares, Joe Lieberman, Eugene Rivers, Mark Steyn, Jim Woolsey und Polizeikommissar von New York City Raymond Kelly.

## Hintergrund
Der Produzent und der Regisseur waren schon bekannt durch den einige Jahre zuvor entstandenen Film Obsession: Radical Islam’s War Against the West. Zu ihnen kam der Produzent und Regisseur Erik Werth, der schon für den Emmy nominiert gewesen war für seine Sendung Dateline NBC und auch schon Regierungsbeamte beraten hatte. Durch den Film führt Doktor Zuhdi Jasser, ein muslimischer Amerikaner.
Im Januar 2011 berichtete The Village Voice, dass der Film im Antiterrorprogramm der New Yorker Polizeibehörde benutzt worden sei und das Anschauen Pflicht gewesen sei. Ein Polizist wird zitiert mit den Worten: „Es war so unglaublich einseitig. Es zeigte Muslime nur als den Feind. Es war totale Propaganda.“
Im Januar 2012 berichtete die New York Times, 1498 Polizisten hätten den Film im Rahmen von dessen Einsatz zum Antiterrortraining angesehen.
Muslimische Gruppen verlangten den Rücktritt des Chefs des NYPD wegen der Benutzung des Films in seiner Abteilung. Zuhdi Jasser und ein muslimisches Mitglied des New York City Council verteidigten den Film und sahen seine Benutzung positiv.

## Rezeption
Der Film bekam Unterstützung von Rudy Giuliani, Jon Kyl, Trent Franks und Sue Myrick. Er wurde auch auf Fox News vorgestellt.